# Геройское (Калининградская область)
Геройское— посёлок в Зеленоградском районе Калининградской области. До 2016 года входил в состав Ковровского сельского поселения.

## Население
| 2002 | 2010 |
| ---- | ---- |
| 3    | ↘2   |

Гойтенен был основан в 1398 году, в 1910 году в нем проживали 107 человек, в 1933 году - 111 человек, в 1939 году - 108 человек.

## История
В 1946 году Гойтенен был переименован в поселок Геройское.

## Достопримечательность
Деревня викингов Кауп, реконструкция раннесредневекового прусско-скандинавского городища, расположена в одном километре юго-восточнее поселка Геройского и в полутора километрах южнее поселка Романово.